# Iput II.
Iput II. war eine Königin der altägyptischen 6. Dynastie. Sie war die Gemahlin von Pharao Pepi II. Kinder aus dieser Ehe sind nicht bekannt.

## Grabstätte

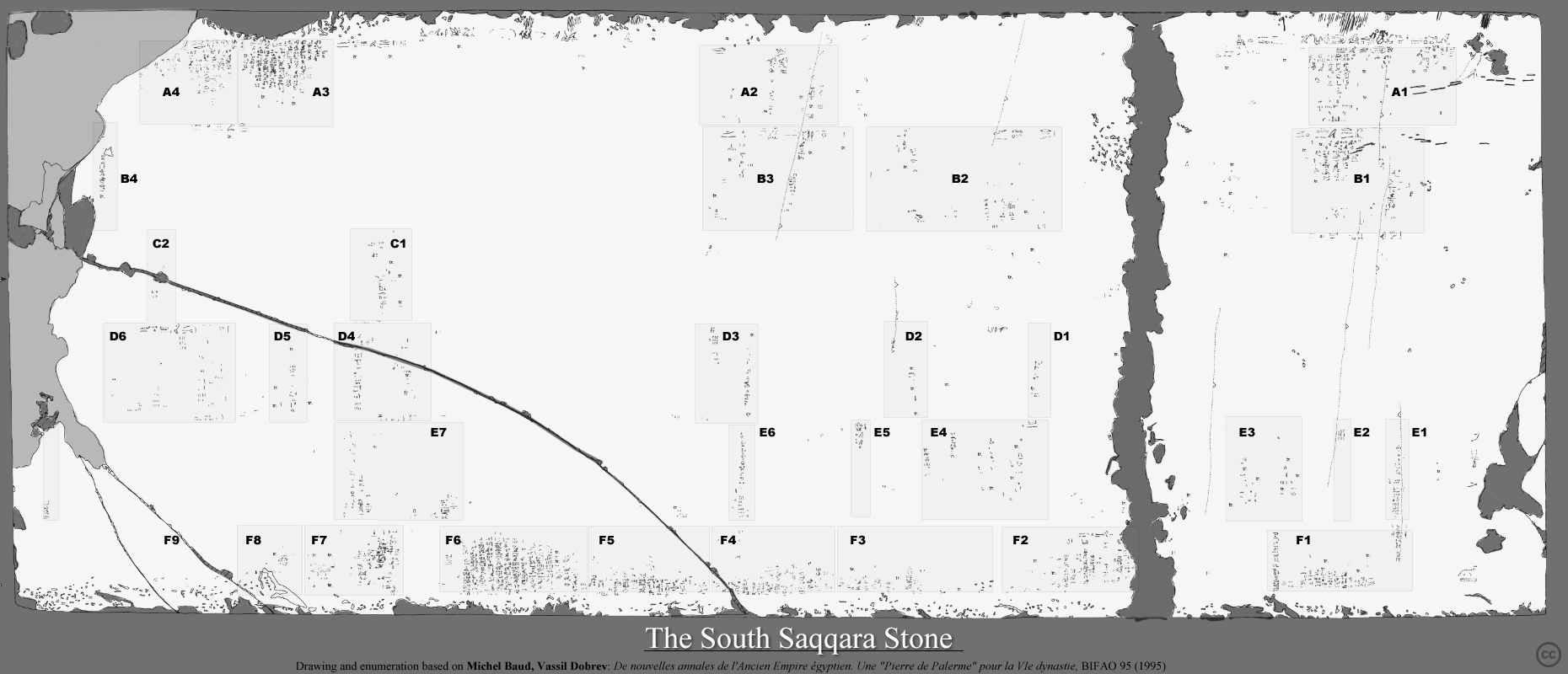
Umzeichnung des als Sarkophagdeckel der Anchenespepi IV. umfunktionierten Annalensteins von Sakkara-Süd mit stark zerstörten Angaben zu den Regierungszeiten der Könige der 6. Dynastie

Für Iput II. wurde nordwestlich der Grabanlage ihres Gemahls eine Königinnenpyramide erbaut. Das Bauwerk hat eine Seitenlänge von 22 m und war ursprünglich 15,8 m hoch, ist heute allerdings fast völlig zerstört. Die Ost- und Südseite werden von einem Totentempel eingerahmt. In einem seiner Magazinräume wurde ein notdürftiges Begräbnis für die Königin Anchenespepi IV. eingerichtet. An der Südostecke des Grabbaus steht eine kleine Kultpyramide. Einen herausragenden Fund stellt der Sarkophag-Deckel der Anchenespepi IV. dar: Auf ihm ist eine Inschrift eingraviert, die zum Zeitpunkt der Entdeckung zu unleserlich war, um sie zu entziffern. Inzwischen ist dies allerdings mit moderner Fototechnik gelungen, und es stellte sich heraus, dass die Inschrift Reste der königlichen Annalen der 6. Dynastie enthält.